# Sofia Schafranov
Sofia Schafranov (Sara Abranovna Kaufmann) (Jalta, 27 luglio 1891 – Roma, dicembre 1994) è stata un medico e superstite dell'Olocausto russa naturalizzato italiana, di origine ebraica, autrice nel 1945 di uno dei primi libri di memorie di deportati italiani dal campo di concentramento di Auschwitz.

## Biografia
Sara Abranovna Kaufmann nasce a Jalta in Crimea il 27 luglio 1891 (l'15 luglio secondo il calendario giuliano), da una famiglia ebraica, la figlia di Abramo Kaufmann e di Etta Blinder. Fin da bambina fa esperienza dei pogrom e delle persecuzioni antisemite in Ucraina. Studia medicina a Mosca, specializzandosi nella cura della tubercolosi. Nel 1913 sposa un nobile russo. Con il battesimo assume il nome di Sofia Schafranov.
Morto il marito ucciso durante la Rivoluzione Russa, si rifugia a Costantinopoli e quindi a Parigi, trasferendosi infine nel 1938 con l'anziana madre in Italia dove già vive una delle sorelle con il marito (il giornalista Alberto Cavaliere) e i figli.
Sofia Schafranov, che nel 1933 ha ottenuto l'abilitazione per la professione medica presso l'Università di Palermo, si stabilisce a Sondalo, in provincia di Sondrio, dove lavora come medico presso un sanatorio privato per malati di tubercolosi.
È arrestata il 2 dicembre 1943 assieme ad un'altra dottoressa ebrea che lavora nello stesso ospedale, Bianca Morpurgo, e alla madre, Etta Blinder, la quale sfollata nel vicino villaggio di Tresivio si era recata in Questura a Sondrio per avere notizie della figlia.
Il 17 gennaio 1944 i detenuti ebrei nel carcere di Sondrio sono trasferiti nel carcere di San Vittore di Milano e da lì deportati il 30 gennaio con destinazione Birkenau. All'arrivo al campo il 2 febbraio 1944, la madre Etta è subito condotta alla camera a gas mentre Sofia Schafranov (n. 75181) e Bianca Morpurgo (n. 75183) devono la loro sopravvivenza alla professione medica, che le fa impiegare nell'infermeria del campo femminile.
Trasferita nel lager di Ravensbrück, e infine in quello di Mauthausen, Sofia è liberata dall'arrivo dell'esercito statunitense il 5 maggio 1945 (quando l'amica Bianca Morpurgo era stata liberata a Dresda già nell'aprile 1945)
Al suo ritorno in Italia, la testimonianza di Sofia Schafranov è raccolta in una lunga intervista dal cognato Alberto Cavaliere, e pubblicata nel libro I campi della morte in Germania nel racconto di una sopravvissuta (Milano: Sonzogno, 1945), in quella che è una delle prime testimonianze di ebrei deportati pubblicate in Italia. Oltre a Sofia Schafranov, sette furono i deportati ebrei autori di racconti autobiografici pubblicati in Italia nei primi anni del dopoguerra: Lazzaro Levi alla fine del 1945, Giuliana Fiorentino Tedeschi, Alba Valech Capozzi, Frida Misul e Luciana Nissim Momigliano nel 1946, e infine nel 1947 Primo Levi e Liana Millu. Ad essi vanno aggiunti: Luigi Ferri, la cui deposizione (in tedesco) è resa nell'aprile 1945 di fronte ad uno dei primi tribunali d'inchiesta sui crimini nazisti; e Bruno Piazza, il cui memoriale, scritto negli stessi anni, sarà però pubblicato solo nel 1956.
Ripresa nel dopoguerra la sua attività di medico e tisiologa, Sofia Schafranov non tornerà più a ripercorrere pubblicamente le sue memorie di deportata. Trasferitasi a Roma dopo la pensione, vi muore all'età di 103 anni, nel dicembre 1994.
Nel 2010 il libro di Alberto Cavaliere, contenente le memorie di Sofia Schafranov, è ripubblicato a Milano da Paoline Editoriale Libri